# Daniela Rossi
Daniela Rossi (Roma, 23 agosto ...) è una costumista, stilista e scenografa italiana.

## Biografia
Si è laureata in Lettere e Filosofia a La Sapienza di Roma con 110 e lode. Inizia la sua carriera creando e producendo accessori per la moda con il marchio Da Roma.
Nel 1993 un suo diverbio con Giulia Mafai, allora presidente dell'associazione costumisti, fu riportato da L'Europeo, Giulia Mafai dichiarò nella rettifica di aver avuto modo di verificare l'alta stima professionale di cui gode la costumista Daniela Rossi.

### Carriera
Attiva in televisione e nel cinema come costumista in Italia e all’estero. Per il piccolo schermo inizia negli anni novanta con le due edizioni del programma televisivo, targato RAI, Domenica in nel 1990 e 1991. Nello stesso periodo firma i costumi della trasmissione Stasera mi butto tra il 1990 e il 1991; ruolo che riprenderà nel 1993. Nel 1991 disegna i costumi del programma Non è la Rai fino all'anno successivo. Inoltre, nel 1991, è costumista in Primadonna.
Nel 1992 firma i costumi per il suo primo lungometraggio dal titolo Gole ruggenti con la regia di Pier Francesco Pingitore, con cui la Rossi collaborerà anche alla realizzazione del film Villa Ada qualche anno dopo. Nel 1994 disegna i costumi di scena del game show Il grande gioco dell'oca e per due edizioni del talent show I cervelloni, ricoprendo lo stesso ruolo per il varietà Seratissima. Successivamente, nel 1995, collabora ancora in Mediaset per Cuori d'oro e firma un altro  spettacolo teatrale con la regia di Ugo Chiti dal titolo Misery non deve morire nel 1996.
Per qualche edizione è costumista della trasmissione Furore tra il 1997 e il 2001. Intanto, nel 1997 disegna i costumi della trasmissione televisiva Fantastica italiana per tre edizioni e collabora con il regista Carlo Vanzina per i lungometraggi Vacanze di Natale 2000 nel 1999, Quello che le ragazze non dicono nel 2000, South Kensington nel 2001. Nel frattempo Carlo Freccero, diventato Direttore di Rai 2, avendola conosciuta a Italia 1 per il programma Primadonna la chiama per i costumi di quasi tutto l'intrattenimento di Rai 2. Inizia così una felice collaborazione con Chiambretti con la trasmissione estiva Orgoglio coatto insieme a Carlo Verdone, Lillo e Greg, poi con Fenomeni con Piero Chiambretti, Victoria Silvstedt, Aldo Busi e altri. Nel 2001 è con Chiambretti alla realizzazione della commedia Ogni lasciato è perso.
Dopo altre collaborazioni in televisione, nel 2008 è costumista per il film per la televisione VIP e nel 2013 per la miniserie TV Rosso San Valentino.
Nel 2016 contribuisce con il ruolo di consulente ai costumi per lo spettacolo teatrale dal titolo Fora el cente… fora el dolor.

### Altre attività
Durante la sua carriera, Daniela Rossi è direttore creativo di marchi di moda, collaborando con Gattinoni, Krizia, Fendissime, Closed GmbH, Energie, Byblos, Miss Sixty, Nolita, Diesel, Katharine Hamnett, Marithé et François Girbaud, Luigi Botto.

## Filmografia

### Cinema
- Gole ruggenti, regia di Pier Francesco Pingitore (1992)
- Vacanze di Natale 2000, regia di Carlo Vanzina (1999)
- Quello che le ragazze non dicono, regia di Carlo Vanzina (2000)
- Ogni lasciato è perso, regia di Piero Chiambretti (2000)
- South Kensington, regia di Carlo Vanzina (2001)
- Un'estate ai Caraibi, regia di Carlo Vanzina (2009 - supervisore ai costumi)
- Sotto il vestito niente - L'ultima sfilata, regia di Carlo Vanzina (2011 - supervisore ai costumi)

### Televisione
- Villa Ada, regia di Pier Francesco Pingitore (1999) - film TV
- Compagni di scuola (2003) - serie TV
- Vip, regia di Carlo Vanzina (2008) - film TV
- Rosso San Valentino (2013) - serie TV

## Televisione
- Domenica in (1990/1991)
- Stasera mi butto (1990-1991/1993)
- Non è la Rai (1991-1992)
- Primadonna (1991)
- Il circo di Natale (1992)
- Il grande gioco dell'oca (1993)
- I cervelloni (1994-1996)
- Cuori d'oro (1995)
- Cult (1996)
- Fantastica (1997)
- Furore (1997-2001)
- Il lotto alle otto (1998/2009-2010)
- Festa di classe (1999)
- Convenscion (1999/2001)
- Orgoglio coatto (1999)
- Il malloppo (2005)
- Affari tuoi (2005-2008)
- Il lotto alle otto (2008)
- Lotteria Italia (2009/2011)

## Teatro
- Misery non deve morire (1996)
- Fora el cente… fora el dolor (2016) - consulenza costumi